# Alp Kırşan
Alp Kırşan (* 3. November 1979 in Izmir) ist ein türkischer Schauspieler und Moderator.

## Leben und Karriere
Alp Kırşan wurde am 3. November 1979 in Izmir geboren. Er studierte an der Celal Bayar Üniversitesi. Sein Debüt gab er 1999 in der Fernsehserie Deli Yürek. Anschließend nahm er 2000 an Best Model of Turkey teil und wurde dritter. 2006 war Kırşan in dem Film DKAO – Türken im Weltall zu sehen.
Unter anderem bekam er 2009 in dem Film Kadri'nin Götürdüğü Yere Git die Hauptrolle. Außerdem nahm er 2012 an Survivor Türkiye teil. Von 2011 bis 2012 wurde er für die Serie Akasya Durağı gecastet. 2014 heiratete er Zeynep Dörtkardeşler. Seit 2013 moderiert Kırşan die Sendung Survivor Türkiye.

## Filmografie
Filme
- 2006: DKAO – Türken im Weltall
- 2006: Keloğlan Karaprens'e Karşı
- 2007: Çılgın Dersane
- 2008: Çılgın Dersane Kampta
- 2008: Kadri'nin Götürdüğü Yere Git
- 2008: Avanak Kuzenler
- 2020: Karakomik Filmler 2

Serien
- 1999: Deli Yürek
- 2002: Pembe Patikler
- 2003: Kampüsistan
- 2005: Cennet Mahalles
- 2007: Üç Tatlı Cadı
- 2009: Sıkı Dostlar
- 2011–2012: Akasya Durağı

Sendungen
- 2011: Yok Böyle Dans
- 2012: Survivor 2012

## Moderation

### Fortlaufend
- seit 2013: Survivor Türkiye

### Ehemalig
- 2012–2016: Yetenek Sizsiniz Türkiye
- 2015–2017: 1 Alp 3 Çocuk
- 2019: Kapanmadan Kazan
- 2020–2021: Ortak